# DEAR ALICE
，是由南韓著名娛樂經紀公司SM娛樂及其母公司Kakao娛樂北美子公司與英國公司Moon&Back共同合作推出的英國男子團體。該團體共由五名英國籍成員組成。
作為由三間公司共同創立及經營的團體，成員們皆是通過了Moon&Back的練習生海選，並主要接受SM娛樂所提供的實力培訓及提督。而他們也將透過出道前實境秀《Made in Korea: The K-Pop Experience》率先公開他們的成長過程於2025年2月21日出道。

## 成員
| 成員列表 | 成員列表              | 成員列表                                | 成員列表 |
| 活动名   | 本名                  | 出生日期/出生地點                       | 國籍     |
| -------- | --------------------- | --------------------------------------- | -------- |
| James    | James Sharp           | 2001年2月9日 · 英国西約克郡哈德斯菲爾德 | 英国     |
| Dexter   | Dexter Greenwood      | 2002年2月6日 · 英国倫敦                 | 英国     |
| Olly     | Oliver Maratty Quinn  | 2004年1月23日 · 英国泰恩-威爾郡 桑德蘭  | 英国     |
| Reese    | Reese Carter          | 2004年2月16日 · 英国西南英格兰威爾特郡  | 英国     |
| Blaise   | Blaise Landsbert-Noon | 2005年1月4日 · 比利时                   | 英国     |

## 經歷

### 2023-2024年：出道前
2023年11月16日，SM娛樂證實將推出不隸屬韓國流行音樂的英國男子團體，並確認該團體會率先透過與《英國版X音素》及《英國達人秀》節目總監西蒙·高維爾合作的出道前實境秀中亮相。
2024年7月12日，正式公開實境秀節目名稱為《Made in Korea: The K-Pop Experience》，而成員的構成則是於同年8月1日通過舉行出道Showcase確認。五人在出道前皆有接觸與音樂或舞蹈表演相關的行業：
- James：與其雙胞胎兄弟為社群平台TikTok的內容創作者，至今已累積超過550萬的訂閱者。
- Dexter：在音樂劇方面取得三年的藝術表演成就。
- Olly：兒時曾為合唱團團員，並通過主修舞蹈及音樂劇相關科系畢業。
- Reese：曾是街舞表演者。
- Blaise：曾是英國知名表演科系學院BRIT School（英语：BRIT School）的學生，並擁有豐富的戲劇、唱歌及舞蹈經驗。